# مانوئل هارتمن
مانوئل هارتمن (انگلیسی: Manuel Hartmann؛ زادهٔ ۲۶ مارس ۱۹۸۴) بازیکن فوتبال اهل آلمان است.
از باشگاه‌هایی که در آن بازی کرده‌است می‌توان به باشگاه فوتبال اینگولشتات ۰۴ و باشگاه فوتبال هولشتاین کیل اشاره کرد.